# Laetesia
Laetesia là một chi nhện trong họ Linyphiidae.